# Список етапів Чемпіонату України з кільцевих гонок
Ця стаття є Списком етапів Чемпіонату України з кільцевих гонок, що проводиться з 1993 року.

## Список
| Сезон | № | Дата                | Подія                                  | Траса (Місто)                            | Прим.  |
| ----- | - | ------------------- | -------------------------------------- | ---------------------------------------- | ------ |
| 1993  | 1 | ?                   | Grand Prix de Kiev                     | АСК «Чайка» (Київ)                       |        |
|       |   |                     |                                        |                                          |        |
| 1994  | 1 | ?                   | I Етап ЧУ з кільцевих гонок            | АСК «Чайка» (Київ)                       |        |
| 1994  | 2 | ?                   | II Етап ЧУ з кільцевих гонок           | АСК «Чайка» (Київ)                       |        |
| 1994  | 3 | ?                   | III Етап ЧУ з кільцевих гонок          | АСК «Чайка» (Київ)                       |        |
| 1994  | 4 | ?                   | IV Етап ЧУ з кільцевих гонок           | АСК «Чайка» (Київ)                       |        |
|       |   |                     |                                        |                                          |        |
| 1995  | 1 | ?                   | I Етап ЧУ з кільцевих гонок            | АСК «Чайка» (Київ)                       |        |
| 1995  | 2 | ?                   | I (V) Camel Гран-прі міста Львова      | Галрінг (Львів)                          |        |
| 1995  | 3 | ?                   | III Етап ЧУ з кільцевих гонок          | АСК «Чайка» (Київ)                       |        |
| 1995  | 4 | ?                   | IV Етап ЧУ з кільцевих гонок           | АСК «Чайка» (Київ)                       |        |
|       |   |                     |                                        |                                          |        |
| 1996  | 1 | 27 травня           | Приз пам'яті Анатолія Галанського      | АСК «Чайка» (Київ)                       |        |
| 1996  | 2 | 1 вересня           | VI Гран-прі міста Львова               | Галрінг (Львів)                          |        |
| 1996  | 3 | 12-13 жовтня        | I Гран-прі Києва                       | Осокорки (Київ)                          |        |
|       |   |                     |                                        |                                          |        |
| 1997  | 1 | ?                   | II Гран-прі Києва                      | АСК «Чайка» (Київ)                       |        |
| 1997  | 2 | ?                   | I Універсал-Авіа Гран-прі міста Рівне  | Універсал-Авіа (Рівне)                   |        |
| 1997  | 3 | ?                   | I Універсал-Авіа Гран-прі міста Рівне  | Універсал-Авіа (Рівне)                   |        |
| 1997  | 4 | 20-21 вересня       | VII Debica Гран-прі міста Львова       | Галрінг (Львів)                          |        |
| 1997  | 5 | ?                   | West V Етап ЧУ з кільцевих гонок       | АСК «Чайка» (Київ)                       |        |
|       |   |                     |                                        |                                          |        |
| 1998  | 1 | 16-17 травня        | I Етап ЧУ з кільцевих гонок            | АСК «Чайка» (Київ)                       |        |
| 1998  | 2 | ?                   | I Гран-прі Великої Ялти                | Яліта (Ялта)                             |        |
| 1998  | 3 | 20-21 вересня       | VIII Debica Гран-прі міста Львова      | Галрінг (Львів)                          |        |
|       |   |                     |                                        |                                          |        |
| 1999  | 1 | ?                   | I Етап ЧУ з кільцевих гонок            | МА «Івано-Франківськ» (Івано-Франківськ) |        |
| 1999  | 2 | ?                   | Галінстрах IX Гран-прі міста Львова    | Галрінг (Львів)                          |        |
| 1999  | 3 | 12-13 червня        | II Гран-прі Великої Ялти               | Яліта (Ялта)                             |        |
|       |   |                     |                                        |                                          |        |
| 2000  | 1 | 24-25 червня        | III Гран-прі Великої Ялти              | Яліта (Ялта)                             |        |
| 2000  | 2 | 16-17 вересня       | ПІДКОВА X Гран-прі міста Львова        | Галрінг (Львів)                          |        |
| 2000  | 3 | 14-15 жовтня        | Гран-прі Magna Classic Дніпропетровськ | Набережна Перемоги (Дніпропетровськ)     |        |
|       |   |                     |                                        |                                          |        |
| 2001  | 1 | 26-27 травня        | Гран-прі Дніпропетровська              | Набережна Перемоги (Дніпропетровськ)     |        |
| 2001  | 2 | 27-28 жовтня        | ПІДКОВА XI Гран-прі міста Львова       | Галрінг (Львів)                          |        |
| 2001  | 3 | 3-4 листопада       | Відкритий кубок Києва                  | НСК «Олімпійський» (Київ)                |        |
|       |   |                     |                                        |                                          |        |
| 2003  | 1 | 29 червня           | I Етап Кубку Києва                     | НСК «Олімпійський» (Київ)                |        |
| 2003  | 2 | 19-20 липня         | II Етап Кубку Києва                    | НСК «Олімпійський» (Київ)                |        |
| 2003  | 3 | 2 листопада         | III Етап Кубку Києва                   | НСК «Олімпійський» (Київ)                |        |
|       |   |                     |                                        |                                          |        |
| 2005  | 1 | 12 червня           | I Етап Кубку ТНК                       | МА «Рівне» (Рівне)                       |        |
| 2005  | 2 | 30-31 липня         | II Етап Кубку ТНК                      | Автодром «Чайка» (Київ)                  |        |
| 2005  | 3 | 27-28 серпня        | III Етап Кубку ТНК                     | Автодром «Чайка» (Київ)                  |        |
| 2005  | 4 | 22-23 жовтня        | IV Етап Кубку ТНК                      | Автодром «Чайка» (Київ)                  |        |
|       |   |                     |                                        |                                          |        |
| 2006  | 1 | 11 червня           | I Етап BergHOFF ЧУ з кільцевих гонок   | Автодром «Чайка» (Київ)                  |        |
| 2006  | 2 | 1-2 липня           | II Етап BergHOFF ЧУ з кільцевих гонок  | Автодром «Чайка» (Київ)                  |        |
| 2006  | 3 | 5-6 серпня          | III Етап BergHOFF ЧУ з кільцевих гонок | Автодром «Чайка» (Київ)                  |        |
| 2006  | 4 | 10 вересня          | III Етап BergHOFF ЧУ з кільцевих гонок | Автодром «Чайка» (Київ)                  |        |
|       |   |                     |                                        |                                          |        |
| 2007  | 1 | 12-13 травня        | I Етап ЧУ з кільцевих гонок            | Автодром «Чайка» (Київ)                  |        |
| 2007  | 2 | 1-2 червня          | II Етап ЧУ з кільцевих гонок           | Автодром «Чайка» (Київ)                  |        |
| 2007  | 3 | 30 червня-1 липня   | III Етап ЧУ з кільцевих гонок          | Автодром «Чайка» (Київ)                  |        |
| 2007  | 4 | 1-2 вересня         | IV Етап ЧУ з кільцевих гонок           | Автодром «Чайка» (Київ)                  |        |
| 2007  | 5 | 29-30 вересня       | V Етап ЧУ з кільцевих гонок            | Автодром «Чайка» (Київ)                  |        |
|       |   |                     |                                        |                                          |        |
| 2008  | 1 | 17-18 травня        | I Етап ЧУ з кільцевих гонок            | Автодром «Чайка» (Київ)                  |        |
| 2008  | 2 | 21-22 червня        | II Етап ЧУ з кільцевих гонок           | Автодром «Чайка» (Київ)                  |        |
| 2008  | 3 | 16-17 серпня        | III Етап ЧУ з кільцевих гонок          | Автодром «Чайка» (Київ)                  |        |
| 2008  | 4 | 27-28 вересня       | IV Етап ЧУ з кільцевих гонок           | Автодром «Чайка» (Київ)                  |        |
| 2008  | 5 | 1-2 листопада       | V Етап ЧУ з кільцевих гонок            | Автодром «Чайка» (Київ)                  |        |
|       |   |                     |                                        |                                          |        |
| 2009  | 1 | 16-17 травня        | I Етап ЧУ з кільцевих гонок            | Автодром «Чайка» (Київ)                  |        |
| 2009  | 2 | 20-21 червня        | II Етап ЧУ з кільцевих гонок           | Автодром «Чайка» (Київ)                  |        |
| 2009  | 3 | 17 червня           | III Етап ЧУ з кільцевих гонок          | Автодром «Чайка» (Київ)                  |        |
| 2009  | 4 | 6 червня            | IV Етап ЧУ з кільцевих гонок           | Автодром «Чайка» (Київ)                  |        |
|       |   |                     |                                        |                                          |        |
| 2010  | 1 | 10-11 липня         | I Етап ЧУ з кільцевих гонок            | МА «Черкаси» (Черкаси)                   | [ 1 ]  |
| 2010  | 2 | 28-29 серпня        | II Етап ЧУ з кільцевих гонок           | Автодром «Чайка» (Київ)                  | [ 2 ]  |
| 2010  | 3 | 25-26 вересня       | III Етап ЧУ з кільцевих гонок          | Автодром «Чайка» (Київ)                  | [ 3 ]  |
| 2010  | 4 | 16-17 жовтня        | Гран-прі Одеси                         | Молдаванка (Одеса)                       | [ 4 ]  |
|       |   |                     |                                        |                                          |        |
| 2011  | 1 | 21-22 травня        | I Етап ЧУ з кільцевих гонок            | Автодром «Чайка» (Київ)                  | [ 5 ]  |
| 2011  | 2 | 25-26 червня        | II Етап ЧУ з кільцевих гонок           | Автодром «Чайка» (Київ)                  | [ 6 ]  |
| 2011  | 3 | 9-10 липня          | III Етап ЧУ з кільцевих гонок          | Автодром «Чайка» (Київ)                  | [ 7 ]  |
| 2011  | 4 | 10-11 вересня       | IV Етап ЧУ з кільцевих гонок           | Автодром «Чайка» (Київ)                  | [ 8 ]  |
| 2011  | 5 | 24-25 вересня       | Renault XII Гран-прі Львова            | Сихівський міст (Львів)                  | [ 9 ]  |
|       |   |                     |                                        |                                          |        |
| 2012  | 1 | 21-22 липня         | I Етап ЧУ з кільцевих гонок            | Автодром «Чайка» (Київ)                  | [ 10 ] |
| 2012  | 2 | 18-19 серпня        | II Етап ЧУ з кільцевих гонок           | Автодром «Чайка» (Київ)                  | [ 11 ] |
| 2012  | 3 | 1-2 вересня         | III Етап ЧУ з кільцевих гонок          | Автодром «Чайка» (Київ)                  | [ 12 ] |
| 2012  | 4 | 29-30 серпня        | IV Етап ЧУ з кільцевих гонок           | Автодром «Чайка» (Київ)                  | [ 13 ] |
| 2012  | 5 | 20-21 жовтня        | V Етап ЧУ з кільцевих гонок            | Автодром «Чайка» (Київ)                  | [ 14 ] |
|       |   |                     |                                        |                                          |        |
| 2013  | 1 | 25-26 травня        | I Етап ЧУ з кільцевих гонок            | Автодром «Чайка» (Київ)                  | [ 15 ] |
| 2013  | 2 | 15-16 червня        | II Етап ЧУ з кільцевих гонок           | Автодром «Чайка» (Київ)                  | [ 16 ] |
| 2013  | 3 | 6-7 липня           | III Етап ЧУ з кільцевих гонок          | Автодром «Чайка» (Київ)                  | [ 17 ] |
| 2013  | 4 | 2-4 серпня          | IV Етап ЧУ з кільцевих гонок           | 6 км (Одеса)                             | [ 18 ] |
| 2013  | 5 | 11-13 жовтня        | AdrenalinFest                          | МА «Полтава» (Полтава)                   | [ 19 ] |
|       |   |                     |                                        |                                          |        |
| 2014  | 1 | 14-15 червня        | I Етап ЧУ з кільцевих гонок            | Автодром «Чайка» (Київ)                  | [ 20 ] |
| 2014  | 2 | 5-6 липня           | II Етап ЧУ з кільцевих гонок           | Автодром «Чайка» (Київ)                  | [ 21 ] |
| 2014  | 3 | 9-10 серпня         | III Етап ЧУ з кільцевих гонок          | Автодром «Чайка» (Київ)                  | [ 22 ] |
| 2014  | 4 | 24-25 жовтня        | V Етап ЧУ з кільцевих гонок            | Автодром «Чайка» (Київ)                  | [ 23 ] |
|       |   |                     |                                        |                                          |        |
| 2015  | 1 | 1-2 серпня          | I Етап ЧУ з кільцевих гонок            | Автодром «Чайка» (Київ)                  | [ 24 ] |
| 2015  | 2 | 22-23 серпня        | II Етап ЧУ з кільцевих гонок           | Автодром «Чайка» (Київ)                  | [ 25 ] |
| 2015  | 3 | 5-6 вересня         | III Етап ЧУ з кільцевих гонок          | Автодром «Чайка» (Київ)                  | [ 26 ] |
| 2015  | 4 | 26-27 вересня       | IV Етап ЧУ з кільцевих гонок           | Автодром «Чайка» (Київ)                  | [ 27 ] |
| 2015  | 5 | 10-11 жовтня        | V Етап ЧУ з кільцевих гонок            | Автодром «Чайка» (Київ)                  | [ 28 ] |
|       |   |                     |                                        |                                          |        |
| 2016  | 1 | 25-26 червня        | I Етап ЧУ з кільцевих гонок            | Автодром «Чайка» (Київ)                  | [ 29 ] |
| 2016  | 2 | 9 липня             | II Етап ЧУ з кільцевих гонок           | Автодром «Чайка» (Київ)                  | [ 30 ] |
| 2016  | 3 | 13 серпня           | III Етап ЧУ з кільцевих гонок          | Автодром «Чайка» (Київ)                  | [ 31 ] |
| 2016  | 4 | 27 серпня           | IV Етап ЧУ з кільцевих гонок           | Автодром «Чайка» (Київ)                  | [ 32 ] |
| 2016  | 5 | 17 вересня          | V Етап ЧУ з кільцевих гонок            | Автодром «Чайка» (Київ)                  | [ 33 ] |
| 2016  | 6 | 8 жовтня            | VI Етап ЧУ з кільцевих гонок           | Автодром «Чайка» (Київ)                  | [ 34 ] |
|       |   |                     |                                        |                                          |        |
| 2017  | 1 | 13-14 травня        | I Етап ЧУ з кільцевих гонок            | Автодром «Чайка» (Київ)                  | [ 35 ] |
| 2017  | 2 | 3 червня            | II Етап ЧУ з кільцевих гонок           | Автодром «Чайка» (Київ)                  | [ 36 ] |
| 2017  | 3 | 8 липня             | III Етап ЧУ з кільцевих гонок          | Автодром «Чайка» (Київ)                  | [ 37 ] |
| 2017  | 4 | 12 серпня           | IV Етап ЧУ з кільцевих гонок           | Автодром «Чайка» (Київ)                  | [ 38 ] |
| 2017  | 5 | 30 вересня          | V Етап ЧУ з кільцевих гонок            | Автодром «Чайка» (Київ)                  | [ 39 ] |
|       |   |                     |                                        |                                          |        |
| 2018  | 1 | 22-23 червня        | I Етап UTC                             | Автодром «Чайка» (Київ)                  | [ 40 ] |
| 2018  | 2 | 31 серпня-1 вересня | II Етап UTC                            | Автодром «Чайка» (Київ)                  | [ 41 ] |
| 2018  | 3 | 13 жовтня           | III Етап UTC                           | Автодром «Чайка» (Київ)                  | [ 42 ] |
| 2018  | 4 | 27 жовтня           | IV Етап UTC                            | Автодром «Чайка» (Київ)                  | [ 43 ] |
|       |   |                     |                                        |                                          |        |
| 2019  | 1 | 13 квітня           | I Етап UTC                             | Автодром «Чайка» (Київ)                  | [ 44 ] |
| 2019  | 2 | 18 травня           | II Етап UTC                            | Автодром «Чайка» (Київ)                  | [ 45 ] |
| 2019  | 3 | 22 червня           | III Етап UTC                           | Автодром «Чайка» (Київ)                  | [ 46 ] |
| 2019  | 4 | 14 вересня          | IV Етап UTC                            | Автодром «Чайка» (Київ)                  | [ 47 ] |
| 2019  | 5 | 15 вересня          | V Етап UTC                             | Автодром «Чайка» (Київ)                  | [ 48 ] |
|       |   |                     |                                        |                                          |        |
| 2020  | 1 | 28 червня           | I Етап UTC                             | Автодром «Чайка» (Київ)                  | [ 49 ] |
| 2020  | 2 | 13 вересня          | II Етап UTC                            | Автодром «Чайка» (Київ)                  | [ 50 ] |
| 2020  | 3 | 25-26 вересня       | III Етап UTC                           | 6 км (Одеса)                             | [ 51 ] |
| 2020  | 4 | 27 вересня          | IV Етап UTC                            | 6 км (Одеса)                             | [ 52 ] |